# Ulsteraue
Ulsteraue este o arie protejată (arie specială de conservare — SAC, sit de importanță comunitară — SCI) din Germania întinsă pe o suprafață de 279,24 ha, integral pe uscat.

## Localizare
Centrul sitului Ulsteraue este situat la coordonatele 50°32′42″N 9°59′34″E / 50.545°N 9.9928°E.

## Înființare
Situl Ulsteraue a fost declarat sit de importanță comunitară în aprilie 1999 pentru a proteja 10 specii de animale. Situl a fost protejat și ca arie specială de conservare în martie 2008.

## Biodiversitate
Situată în ecoregiunea continentală, aria protejată conține 5 habitate naturale: Cursuri de apă de la nivel de câmpie la nivel montan, cu vegetație Ranunculion fluitantis și Callitricho-Batrachion, Liziere de ierburi înalte hidrofile de câmpie și de nivel montan până la alpin, Păduri de fag Luzulo-Fagetum, Păduri de fag Asperulo-Fagetum, Păduri aluvionare cu Alnus glutinosa și Fraxinus excelsior (Alno-Padion, Alnion incanae, Salicion albae).
La baza desemnării sitului se află mai multe specii protejate:
- păsări (8): pescăruș albastru (Alcedo atthis), barză albă (Ciconia ciconia ciconia), barză neagră (Ciconia nigra), mierla de apă (Cinclus cinclus), ciocănitoare pestriță mică (Dendrocopos minor), sfrâncioc roșiatic (Lanius collurio), gaia roșie (Milvus milvus), codobatură de munte (Motacilla cinerea)
- nevertebrate (1): phengaris nausithous (Maculinea nausithous)
- pești (1): cicar (Lampetra planeri)

Pe lângă speciile protejate, pe teritoriul sitului au mai fost identificate 5 specii de plante, 5 specii de nevertebrate.